# 右攝提增二
牧夫座2，又名BD+23 2600，HD 119126、SAO 82946、HR 5149，是牧夫座的一颗恒星，视星等为5.62，位于銀經13.26，銀緯77.84，其B1900.0坐标为赤經13h 36m 18.4s，赤緯+23° 77.84′ 9″。